# Рогович, Афанасий Семёнович
Афанасий Семёнович Рогович — русский ботаник и палеонтолог, происходил из дворянского рода Черниговщины.

## Биография
В 1837 году окончил Киевский университет. С 1843 года его адъюнкт, в 1853—1868 годах профессор ботаники, одновременно c 1852 года директор Ботанического сада университета.
Похоронен на Байковом кладбище.
Дочь А. С. Роговича — Софья Афанасьевна — с 1893 г. была замужем за историком античного и украинского искусства, заслуженным ординарным профессором Университета св. Владимира Григорием Григорьевичем Павлуцким (1861—1924), два её портрета писал Александр Мурашко.

## Научная работа
Афанасий Рогович собрал богатый коллекционный материал (гербарий, который подарил университету), изучал буроугольные отложения; подал первые обстоятельные списки растений лесостепи и Полесья, описал ряд новых видов растений, исследовал ископаемых рыб, млекопитающих, птиц, морских ежей.
Рогович собирал материалы к словарю народных названий растений Украины с поверьями и рассказами о них.
Он написал многие научные работы, которые послужили следующим поколениям ботаников. Его коллекция в Национальном гербарии Украины, на основе которой были написаны эти работы, насчитывает 12 260 гербарных листов (1469 видов из 547 родов и 92 семейств) флоры бывшего Киевского учебного округа (Волынь, Подолье, Киевская, Черниговская, Полтавская область), над изучением которой учёный работал в течение многих лет.

## Перечень работ и публикаций
- «Список растений флоры Киевской губернии» (в «Статистическом описании Киевской губ.», изд. И. И. Фундуклея, 1, 1852 г., стр. 90—121);
- «Обозрение сосудистых и полусосудистых растений, входящих в состав флоры губерний Киевской, Черниговской и Полтавской» (в «Естественной истории губернии Киевского Учебного Округа», Киев. 1855, 4, 147 стр.);
- «Об ископаемых рыбах губернии Киевского Учебного Округа» (в изд. «Естественная история губерний Киевского Учсбного Округа» Киев. 1860, 4. 87 стр. + IX табл.) — работа была удостоена Демидовской премией в 1862 г.;
- «О нахождении и распространении дикорастущих деревьев и кустарников в губерниях Киевского Учебного Округа» (в «Киевск. Унив. Известиях» 1861 г., № 9, стр. 54—76);
- «Материалы, относящиеся к флоре губерний Киевского Учебного Округа» («Унив. Известия» 1862 г., август, стр. 149—173);
- «Историческая записка о Ботаническом саде Университета св. Владимира» («Универс. Известия» 1864 г., апрель и май).
- «Обозрение семенных и высших споровых растений, входящих в состав флоры губерний Киевского Учебного Округа» («Унив. Известия» 1868 г., № 4—9; 1869 г., № 2—7);
- «О двух видах морских ежей, найденных в голубой глине Киевского третичного бассейна» (в "Трудах 2 Съезда русских естествоиспытателей в Москве (1869 г.), изд. (1871 г.);
- «Ископаемые костистые рыбы Киевского третичного бассейна и прилежащих к нему формаций» ((в "Трудах 2 Съезда русских естествоиспытателей в Москве (1869 г.), изд. (1871 г.);
- «Археологическая находка при срытии Ярославова вала в Киеве» («Киевлянин» 1872 г., № 75);
- «О громовых стрелах, или фульгуритах каменной горы в г. Чигирине» (в «Трудах 3 Съезда русских естествоиспытателей в г. Киеве» 1873 г.);
- «О слое пресноводных раковин, лежащих между черноземом и делювиальной глиной в Киеве» (в «Трудах 3 Съезда русских естествоиспытателей в г. Киеве» 1873 г.);
- «Опыт словаря народных названий растений юго-западной России с некоторыми поверьями и рассказами о них» Киев. 1874;
- «О первобытном местонахождении янтаря около Киева и в других местах между Старыми Петровцами и м. Берестечном на правой стороне Днепра» (в "Трудах 4-х Съезда русских естествоиспытателей в Казани (1873 г.), изд. 1875 г.);
- «Археологическая находка в Киеве и на Порошной косе Днепра, против Канева» («Киевский Телеграф» 1875 г., № 93);
- «Заметка о местонахождениях ископаемых млекопитающих животных в юго-западной России» (в «Записках Киевского Общества естествоиспытателей», т. IV, I, 1875 г.);
  - «Исследование формации бурого угля Киевской губернии.»;
  - «Об остатках китообразных животных, найденных в Киевской губернии.»;
- «Об относительной древности пещер близ Кирилловского монастыря» («Киевлянин» 1876 г., № 114)

## Семья
Сын — Рогович, Николай Афанасьевич.

## Описанные учёным виды
- Orobanche strumosa Rogow. ex Trautv.[1] — вид рода Заразиха
- Urtica kioviensis Rogow. [2] — Крапива киевская